# Okumura Masanobu (Maler)
Okumura Masanobu (japanisch 奥村 政信; geboren 1686 in Edo (Provinz Musashi); gestorben 13. März 1764) war ein japanischer Ukiyoe-Künstler und Verleger.

## Leben und Wirken
Okumura Masanobu ist der Begründer der „Okumura-Schule“. Er wurde allgemein Gempachi (源八) genannt, weitere Namen sind unter anderem Hōgetsudō (芳月堂), Tanchōsai (丹鳥斎), Bunkaku (文角), Shimmyō (親妙). Ihm wird angerechnet, dass er perspektivische Darstellungen (浮き絵, uki-e) und Pfostenbilder (柱絵, hashira-e) einführte. Er hat sich das Malen selbst beigebracht. Seine frühesten Bilder zeigen Einflüssen von Torii Kiyonobu I. und Hishikawa Moronobu. Er Entwarf zahlreiche Schauspielerbilder, wobei er, dem damaligen Trend folgend, rosa (紅, beni) durch orange (丹, tan) ersetzte. Er fügte bald auch Drucke mit glänzendem Schwarz hinzu (漆絵urushi-e). Um 1736 erschienen Okumuras erste Drucke, in denen er die westliche Perspektive benutzte, ein  Verfahren, das bald von seinen Zeitgenossen übernommen wurde. 
In der Kampō-Ära (1741–1744) begann Okmura lange schmale vertikale Drucke zu produzieren und signierte sie als „Hashira-e Kongen“ (柱絵根元) – „Erfinder des Hashira-e“. Während der letzten zwanzig Jahre seines Lebens experimentierte er mit Benizuri-e (紅刷り絵) und anderen Farbdruck-Techniken, wobei er zahlreiche Schauspieler- und Genre-Drucke herstellte. Obwohl Masanobu in der Öffentlichkeit weniger bekannt ist, als Meister wie Sharaku und Hokusai, hat er sich unter Kennern den Ruf als einer der größten Ukiyo-e-Künstler erworben, der von japanischen Kennern wie Shibui Kiyoshi (渋井 清; 1899–1992) und Takahashi Seiichirō (1884–1982) sowie von Westlern wie Ernest Fenollosa, dem amerikanischen Dichter und Japanexperte Arthur Davison Ficke (1883–1945) und James A. Michener geschätzt wurde.

## Bilder
- Drucke von Okumura Masanobu
- [1]
- Kurtisanen, auf einem Wels reitend
- Vielleicht Held Sakata Kanetomo
- Kabuki
- Shunga

1. ↑  Hashira-e